# Мартинес, Немесио
Немесио Мартинес Омбре (исп. Nemesio Martínez Hombre; 21 марта 1897, Инфьесто, Астурия — 26 июля 1936, Испания) — испанский конник. Участник летних Олимпийских игр 1924 года.

## Биография
Немесио Мартинес родился 21 марта 1897 года в испанском городе Инфьесто.
Учился в школе Обра Пиа в Пилонье. В 16-летнем возрасте поступил на учёбу в Вальядолидскую кавалерийскую академию. Продемонстрировал высокие успехи в верховой езде и в 1921 году был назначен профессором Национальной школы военной верховой езды.
По убеждениям был монархистом. Участвовал в марокканской кампании, став первым испанским офицером, вошедшим в город Ксауэн. 
В 1924 году вошёл в состав сборной Испании на летних Олимпийских играх в Париже. Выступая на коне Сапатильеро, в индивидуальных соревнованиях по конкуру занял 16-е место, набрав 22,00 штрафных балла — на 16 баллов больше, чем завоевавший золото Альфонс Жемюзё из Швейцарии на Люсетте. В командном зачёте в составе сборной Испании вместе с Хосе Альваресом и Хосе Наварро занял 8-е место, набрав 73,75 штрафных балла — на 30,50 балла меньше, чем выигравшая золото сборная Швеции.
24 раза представлял Испанию на международных соревнованиях. Участвовал в турнирах в Англии, Риме, Милане, Неаполе, Ницце, Лиссабоне, Порту, Амстердаме, Брюсселе. Среди завоёванных им призов —  Золотая медаль Италии в Риме и первая премия Кубка Войска польского в 1926 году.
Убит 26 июля 1936 года в Испании в начале Гражданской войны. По словам племянницы и биографа Елены Мартинес, вооружённые люди пришли к нему домой и, несмотря на отсутствие ордера на арест, дали надеть мундир, увели его и убили.
Награжден классным крестом ордена «За боевые заслуги», медалью мира в Марокко, португальским Ависским орденом.

## Семья
Отец — Николас Мартинес Агости.
Мать — Мария Омбре Шальбо.
В семье было восемь детей, Немесио был четвёртым.